# Variolizare
Variolizarea a fost o metodă de imunizare în variolă, folosită în trecut, constând în inocularea persoanelor susceptibile cu material prelevat din pustulele sau crustele bolnavilor de variolă, spre a provoca o formă benignă, care să preîntâmpine o formă mai gravă de variolă.. Variolizarea nu mai este utilizată în prezent. A fost înlocuită de vaccinul împotriva variolii, o alternativă mai sigură. Aceasta, la rândul ei, a condus la dezvoltarea multor vaccinuri disponibile acum împotriva altor boli.